# لورنزو پینزوتی
لورنزو پینزوتی (انگلیسی: Lorenzo Pinzauti؛ زادهٔ ۹ سپتامبر ۱۹۹۴) بازیکن فوتبال اهل ایتالیا است.